# Prison de Spaç
La prison de Spaç (en albanais : Burgu i Spaçit) est un ancien centre de détention albanais destiné aux prisonniers politiques et situé près du village de Spaç sous l'Albanie communiste. Cette ancienne prison figure au registre des monuments nationaux.

## Histoire
En 1973, plusieurs détenus organisent une rébellion au cours de laquelle ils hissent le drapeau non-communiste. En 1984, une mutinerie similaire éclate à la prison de Qafë Bar (en).
En 2015, le World Monument Fund (ONG basée à New York) relève que la prison de Spaç fait partie des cinquante monuments les plus menacés à l'échelle mondiale. Malgré un projet pour convertir le site, qui subit une dégradation rapide, en musée, le chantier n'avait pas progressé en février 2013.
En 2019, l'ONG « patrimoine culturel sans frontières - Albanie » basée à Tirana, avec l'aide d'une équipe d'étudiants de l'Institut polytechnique de Worcester, crée une maquette numérique accessible au public de la prison de Spaç.